# بوب باكلند
روبرت لي «بوب» باكلند (بالإنجليزية: Bob Backlund)‏ (من مواليد 14 أغسطس 1949) هو مصارع أمريكي محترف استمر في المصارعة
أكثر من 30 عاما. كان بطلا لمرتين في wwwf/wwf. وهو يحمل الرقم القياسي لثاني أطول عهد. كما بطل
wwe في التاريخ. أعلن بوصفه عضوا في قاعة المشاهير دبليو دبليو إي في 21 يناير 2013 وكان مصارعا محترفا في
جامعة ولاية نورث داكوتا بيسون في أواخر 1960 إلى 1970 في وقت مبكر. تواصل باكلند العمل في الأعمال
التجارية المصارعة للمحترفين في مختلف القدرات. في عام 2000, باكلند ركض دون جدوى للحصول على مقعد في الكونغرس كونيتيكت على تذكرة الحزب الجمهوري.

## المهنة
في عام 1969 كان باكلند لجميع الأمريكية في كل من كرة القدم والمصارعة. بينما كان مبتدئ في كلية دورف
في فوريست سيتي. كان باكلند مصارعا بارعا في جامعة ولاية نورث داكوتا وفاز في بطولة ncaa الشعبة الثانية عند 190 باوند في عام 1971 .و في عام 1972 انتقل باكلند وصولا إلى فئة الوزن الثقيل وانتهى
5th في ncaa dll MN مدرسة ثانوية حيث كان الدور النهائي للدولة في المصارعة. تخرج من جامعة ولاية نورث داكوتا على شهادة البكالوريوس في التربية البدنية.

### يلتفت مناصرا
تم تدريب باكلند لمصارعة المحترفين من قبل المدرب الشهير ادي شاركي وجعل بدايته لجمعية المصارعة
الأمريكية في عام 1973 وحصل بسرعة على الكثير من المشجعين بعد أن ترك awa ، سافر باكلند الولايات
المتحدة، والعمل للتحالف الوطني للمصارعة في اراضيها المختلفة، في عام 1974 باكلند صارع في ولاية تكساس لدوري فونك جونيور وتشجيع اماريلو تيري فونك في مارس وقال انه هزم تيري فونك في nwa الدول الغربية بطولة الوزن الثقيل (عنوان اعلى الترقيات)عقد باكلند ذلك لمدة شهرين قبل خسارته أمام كارل فون ستيغر في مايو.

#### في جميع أنحاء عالم اتحاد المصارعة / الاتحاد العالمي للمصارعة (1977-1984)
في أوائل عام 1977، انضم باكلند إلى اتحاد المصارعة العالمية وقد نجح من قبل (الفتى الذهبي)
أرنولد أقل من 4 أشهر إلى بلده wwwf المدى. تلقى باكلند تسديدة له في بطولة WWWF، ضد «سوبر ستار» بيلي غراهام. خسر من قبل countout. خلال عام 1977 . تلقى باكلند طلقات إضافية في بطل، وبدأت حظوظه للتغيير، ذهب الاثنان إلى countout مزدوجة في مباراة واحدة، ثم باكلند هزم غراهام ولكن عن طريق countout (يمكن تغيير عنوان اليدين عبر بينفل] أو فقط تقديم). في 20 فبراير 1978، في ماديسون سكوير غاردن، وسجل باكلند أخيرا انتهى اللقاء بفوز ساحق على غراهام وفاز باللقب، على الرغم من الساق غراهام يجري على حبل خلال بينفل].

## وصلات خارجية
- بوب باكلند على موقع IMDb (الإنجليزية)
- بوب باكلند على موقع قاعدة بيانات الفيلم (الإنجليزية)
- بوب باكلند على موقع دبليو دبليو إي (الإنجليزية)
- بوب باكلند على موقع WrestlingData.com (الإنجليزية)
- بوب باكلند على موقع CageMatch worker (الإنجليزية)
- بوب باكلند على موقع قاعدة بيانات المصارعة على الإنترنت (الإنجليزية)
- بوب باكلند على موقع عالم المصارعة على الإنترنت (الإنجليزية)